# Ilyphagus coronatus
Ilyphagus coronatus är en ringmaskart som beskrevs av Monro 1939. Ilyphagus coronatus ingår i släktet Ilyphagus och familjen Flabelligeridae. Inga underarter finns listade i Catalogue of Life.